# Kurban Širaev
Kurban Alievič Širaev (in russo Курбан Алиевич Шираев?; Chasavjurt, 21 marzo 1999) è un lottatore russo, specializzato nella lotta libera.

## Biografia
Ai campionati europei di Roma 2020 ha vinto la medaglia d'oro nel torneo dei -65 chilogrammi.

## Palmarès
- Europei

Roma 2020: oro nei -65 kg.